# Francisco Fernández del Castillo (médico)
Francisco Fernández del Castillo (Ciudad de México, 10 de diciembre de 1899 - Ciudad de México, 13 de noviembre de 1983) fue un médico, escritor, historiador y académico mexicano.

## Semblanza biográfica
Fue hijo del historiador homónimo y sobrino del escritor Ángel del Campo.  Realizó sus estudios en dos primarias sucesivamente: el Liceo Fournier y la primaria anexa a la Normal para Profesores; luego ingresó a la Escuela Nacional Preparatoria en 1913, por lo que vivió el proceso de militarización y escisión universitaria; y entre 1917 y 1923 hizo sus estudios en la Escuela de Medicina de la Universidad Nacional Autónoma de México (UNAM), aprobando su examen profesional el 7 y el 8 de mayo de 1923.
Ejerció su profesión como médico de consultorio. Impartió clases de fisiología y farmacología en su alma mater. En 1946 fue secretario de la Escuela de Medicina y en 1963 fue miembro del Consejo Técnico Consultivo de la Facultad de Medicina. Se interesó por la historia de la medicina mexicana. 
El 14 de abril de 1961, fue elegido miembro de número de la Academia Mexicana de la Lengua, tomó posesión de la silla VIII el 11 de mayo de 1962 con el discurso “Medicina y literatura”.

## Obras publicadas
Escribió 18 libros y 168 artículos en revistas, firmó 51 de ellos con el seudónimo de Bernardino de Buelna. Entre sus obras se encuentran:
- La Facultad de Medicina según el archivo de la Real y Pontificia Universidad de México, en 1953.
- Los viajes de don Francisco Xavier de Balmis, en 1955, reeditado en 1985.
- Historia de la Academia Nacional de Medicina de México, en 1956.
- El tribunal del protomedicato en la Nueva España: según el archivo histórico de la Facultad de Medicina, en 1965.
- 50 años de vida profesional, UNAM, en 1973.